# Gymnocharacinus bergii
Genre
Espèce
Gymnocharacinus bergii, unique représentant du genre Gymnocharacinus, est une espèce de poissons d'eau douce téléostéens de la famille des Characidae (ordre des Characiformes).

## Distribution
Gymnocharacinus bergii est endémique du bassin du río Negro en Argentine,.

## Description
Gymnocharacinus bergii peut mesurer jusqu'à 75 mm de longueur totale.

## Systématique
Le genre Gymnocharacinus et l'espèce Gymnocharacinus bergii ont été décrits en 1903 par le zoologiste autrichien Franz Steindachner (1834-1919),.
Gymnocharacinus bergii a pour synonyme :
- Gymnocharacinus bergi Steindachner, 1903

## Étymologie
Son épithète spécifique, bergii, lui a été donnée en l'honneur du naturaliste et entomologiste argentin d’origine germano-balte Carlos Berg (1843-1902), ami de longue date de l'auteur, qui lui a procuré le spécimen type.

## Publication originale
- (de) F. Steindachner, « Über einige neue Fisch- und Reptilienarten des k. k. naturhistorischen Hofmuseums », Anzeiger der Kaiserlichen Akademie der Wissenschaften, Mathematisch-Naturwissenschaftliche Classe, Vienne, vol. 40, no 3,‎ 22 janvier 1903, p. 17-18 (lire en ligne, consulté le 16 août 2023).